# Diogo Leite
Diogo Filipe Monteiro Pinto Leite (ur. 23 stycznia 1999 r.) – portugalski piłkarz, występujący na pozycji środkowego obrońcy.

## Kariera klubowa
Urodzony w Porto, Leite dołączył do akademii FC Porto w wieku 9 lat. Zawodowy debiut zanotował w drużynie rezerw w dniu 27 sierpnia 2017 roku. Spotkanie z CD Santa Clara zakończyło się wygraną 1-0.
Pod koniec lipca 2018, z powodu kilku kontuzji zawodników defensywnych FC Porto, trener Sérgio Conceição powołał Leite do składu na spotkanie Supertaça Cândido de Oliveira przeciwko CD Aves. Leite wystąpił w tym wygranym 3-1 spotkaniu współtworząc parę stoperów z Felipe. Krótko przed tym wydarzeniem przedłużył swoją umowę do 2023 roku.
W Primeira Liga debiut Leite miał miejsce 11 sierpnia 2018 roku w otwierającym sezon spotkaniu z GD Chaves. Swojego pierwszego gola w rozgrywkach strzelił w następnej kolejce, pomagając w odniesieniu zwycięstwa 3-2 z Belenenses SAD. Niedługo po tym jednak wrócił do rezerw i do sezonu 2020/2021 występował w lidze sporadycznie. Przełomem był wspomniany wcześniej sezon w którym zaliczył 19 ligowych występów.

## Kariera reprezentacyjna
Leite swój pierwszy mecz dla Portugalii U-21 zanotował w wieku zaledwie 19 lat, gdy wystąpił w drugiej połowie towarzyskiego meczu z Włochami. Później trener Rui Jorge wystawił go w obu meczach barażowych eliminacji Mistrzostw Europy UEFA 2019, w których Portugalia przegrała z Polską 3-1 w dwumeczu.

## Osiągnięcia
- Liga Młodzieżowa UEFA: 2018/19
- Primeira Liga: 2019/20
- Taça de Portugal: 2019/20
- Supertaça Candido de Oliveira: 2018, 2020

### Portugalia
- Mistrzostwa Europy U-17: 2016